# Pontiac Trans Sport
Trans Sport je bio veliki jednovolumen, kojeg je prodavao i proizvodio General Motors.
Na američkom se tržištu prodavao pod 
Pontiacovom značkom od 1989. do 1999. u dvije generacije, a druga je generacija nakon dvije godine na tržištu preimenovana u Montanu. Na europskom tržištu prva se generacija također prodavala kao Pontiac, ali je druga nosila značku Chevroleta.
Međutim, na oba tržišta u obje generacije je postojalo još nekoliko izvedbi izgrađenih na istoj platformi i izgleda koji se razlikovao tek u sitnim detaljima, a za više informacija o njima pogledajte dolje navedene poveznice.
- Chevrolet Venture
- Oldsmobile Silhouette
- Opel Sintra
- Pontiac Montana